# Kållekärr
Kållekärr est une localité de Suède située dans la commune de Tjörn du comté de Västra Götaland. Elle couvre une superficie de 0,54 km2. En 2010, elle compte 560 habitants.